# 南臺灣秋海棠
南臺灣秋海棠（学名：Begonia austrotaiwanensis）为秋海棠科秋海棠屬下的一个种。

## 扩展阅读
- 維基物種上的相關：南臺灣秋海棠